# Sidi Aïssa
Sidi Aïssa (în arabă سيدي عيسى) este o comună din provincia M'Sila, Algeria.
Populația comunei este de 72.062 locuitori (2008).